# Three Little Birds
«Three Little Birds» (en español: «Tres pajaritos») es una canción de Bob Marley & The Wailers de su álbum Exodus, publicado en 1977. Es una de las canciones más populares de Bob Marley. El sencillo fue publicado en 1980 y alcanzó el Top 20 en Reino Unido, llegando al puesto 17. La canción ha sido versionada por numerosos artistas. Una de las más notables versiones fue la de la cantante inglesa Connie Talbot, cuya versión alcanzó el número uno en la lista Billboard Hot Singles Sales chart en 2008.
También se puede escuchar en la película Soy leyenda como una de las canciones favoritas del personaje interpretado por Will Smith.